# Lac de Pinet
Pour les articles homonymes, voir Pinet (homonymie).
Le lac de Pinet est un lac de barrage français du Massif central, sur le Tarn.

## Géographie
Le lac de Pinet se situe dans le sud du Massif central, dans les territoires des communes de Saint-Rome-de-Tarn, Saint-Victor-et-Melvieu et Viala-du-Tarn, dans le département de l'Aveyron, en région Occitanie. C'est le premier lac de barrage en descendant le Tarn. C'est un lac étroit (environ 200 mètres) et plutôt long (12 kilomètres jusqu'à l'amont du pont de Saint Rome de Tarn) inondant les Raspes.

## Activités
- Ce lac sert de retenue d'eau au barrage de Pinet.
- Activités touristiques : canotage, petite plage au Mas de la Nauc.
- Pêche en eau douce.